# Петро Скарґа
Петро Скарґа (пол. Piotr Skarga; 2 лютого 1536, фільварок поблизу м. Груєць — 27 вересня 1612) — польський римо-католицький священик, полеміст, проповідник, агіограф, освітянин. Представник шляхетського роду Скарг гербу Павч. Член Товариства Ісуса, отець-єзуїт (з 1564). Один із лідерів Католицької реформи у Речі Посполитій.

## З життєпису
Народився 2 лютого 1536 року на фільварку поблизу м. Груєць, Мазовія.
Випускник Краківської академії (1555). Після навчання у краківській Академії (1552—1555) був висвячений у Львові (1564), де став каноніком Латинського собору. Через пару років виїхав до Італії, де вступив до ордену єзуїтів. Стажувався у Відні та Римі. Ректор єзуїтського Віленського колегіуму (1573—1577), професор Краківської академії (1577—1579). Був ректором колегіуму єзуїтів у Вільно, перший ректор Віленської академії (1579—1584; майбутнього Віленського університету). Організував Полоцький єзуїтський колегіум і у 1582—1586 був його першим ректором.
Був придворним проповідником короля Сигізмунда ІІІ Вази (1588—1612). Займався активною просвітницькою й освітньою діяльністю на території Речі Посполитої. Вів полеміку з місцевими протестантами, насамперед кальвіністами, а також з православними. Підтримав укладання Берестейської унії (1596) між Римом та православними Речі Посполитої. Виступав з критикою політично-суспільного ладу держави, магнатерії, розколу християнської церкви тощо. Обстоював необхідність посилення королівської влади шляхом обмеження прав Сейму та шляхетської анархії. Помер у Кракові, Малопольща, у віці 76 років. Похований у краківській церкві Петра і Павла. Автор численних проповідей, промов та політично-релігійних трактатів. Найвідоміша робота — «Життя святих Старого і Нового Заповіту» (1579), одна з найпопулярніших книг в історії польської літератури. Також — Петро Повенський (пол. Piotr Powęski).

### Твори
- «Про єдність Церкви Божої під одним пастирем» (пол. О jedności Kościola Bożego pod jednym pasterzem) (1577)
- під зміненим заголовком «Про урядження та єдність Божої Церкви під одним пастирем» (пол. О rządzie і jedności Kościola Bożego pod jednym pasterzem) (1590)
- «Синод Берестейський та його оборона» (пол. Synod Brzeski і jego obrona) (1597)
- «На плач і лемент Теофіла Ортолога русинам грецького обряду пересторога» (пол. Na treny і lament Teofila Ortologa do Rusi greckiego nabożeństwa przestroga) (1610)

### Пам'ять

#### Україна

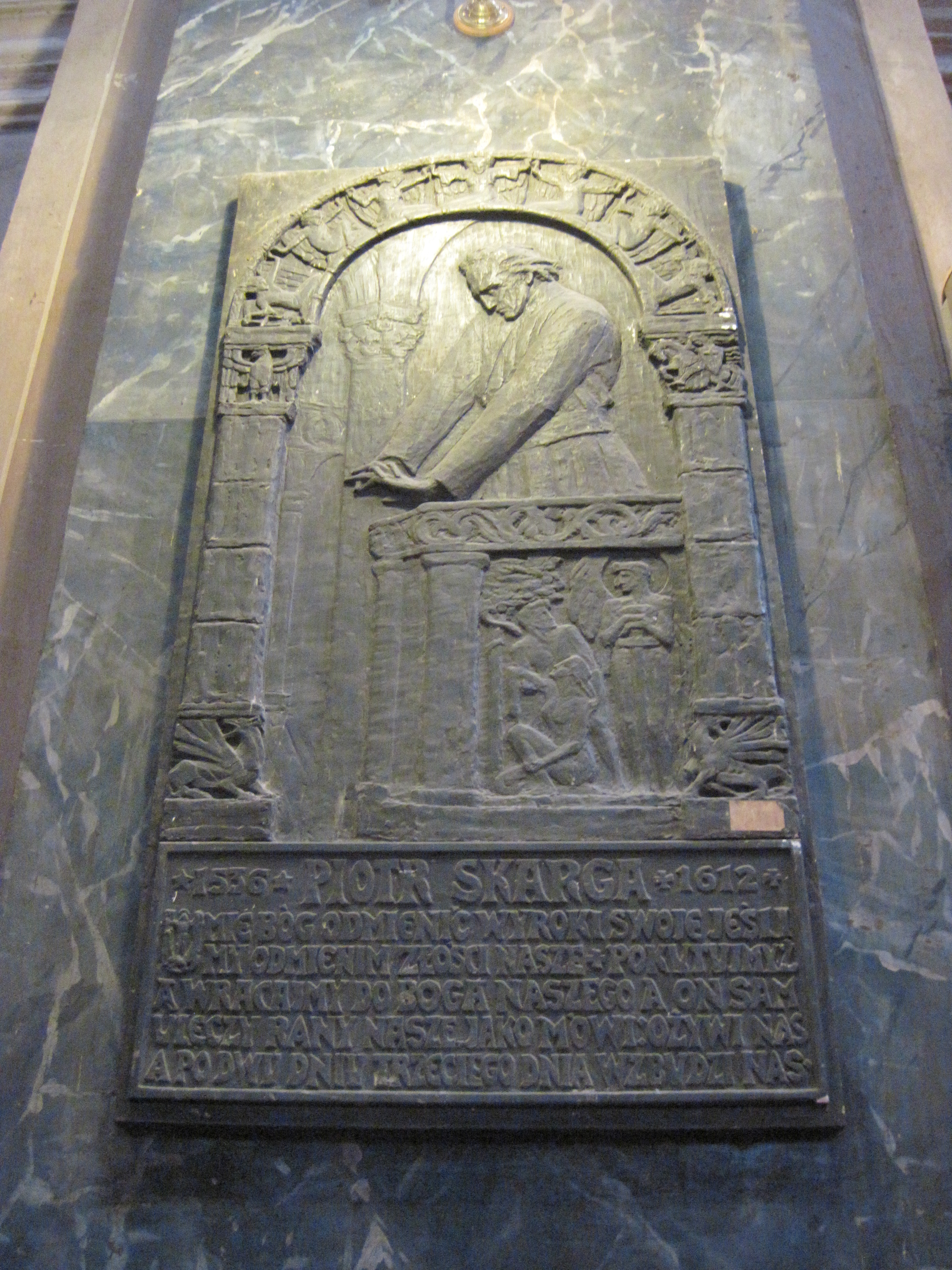
Пам'ятна дошка П. Скарзі, Львів, Костел єзуїтів. Автор — Люна Дрекслер

- Вулиці у Львові (тепер вулиця Озаркевича), Тернополі (тепер вулиця Опільського[6])
- 31 липня 2013 в костелі св. Ігнатія Лойоли в Коломиї єпископ-помічник Львівської архдієцезії РКЦ в Україні Леон Малий посвятив горельєф о. єзуїта Петра Скарги, відновлений стараннями місцевих українців у межах культурологічного проекту «Наше місто»[7].
- Пам'ятна дошка до 300-річчя з дня смерті в Костелі єзуїтів Львова[8]